# Vizovická vrchovina

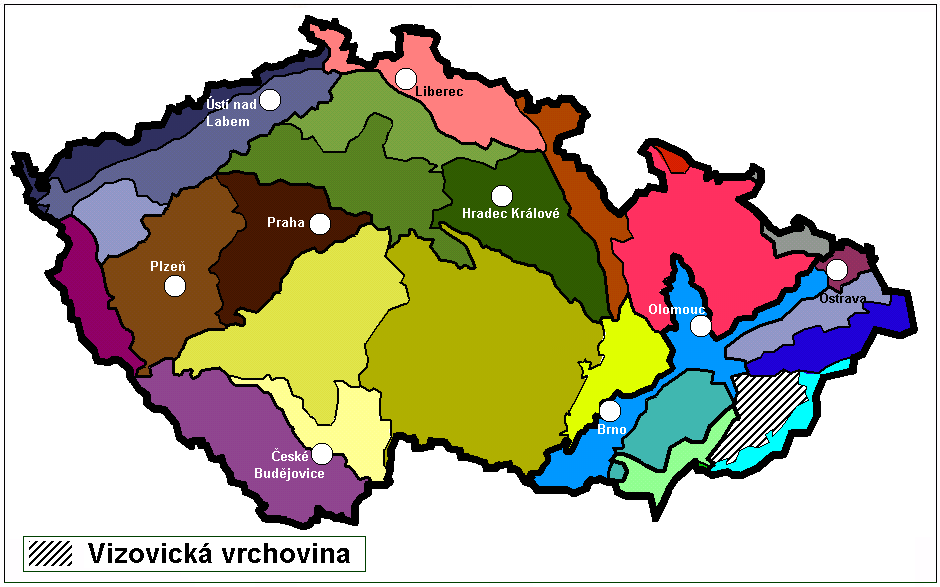
Das Wisowitzer Bergland innerhalb der Geomorphologischen Einteilung Tschechiens

Die Vizovická vrchovina (deutsch Wisowitzer Bergland) ist ein Gebirgszug der Slowakisch-Mährischen Karpaten in Tschechien.

## Geographie
Das Bergland erstreckt sich südöstlich der Stadt Zlín in Ostmähren. Nach Norden schließt sich getrennt durch die Täler der Trnávka und Rokytenka das Gebirge Hostýnské vrchy und im Nordosten die Vsetínské vrchy an. Östlich bildet der Fluss Senice die natürliche Grenze zu den Javorníky. Im Süden schließen sich die Weißen Karpaten an. Südwestlich fällt das Bergland in das von der March durchflossene Südmährische Becken ab. Nach Westen bildet die March die Grenze zum Marsgebirge.  Nordwestlich, bei Zlín, schließt sich die Talsenke Hornomoravský úval an.
Das Bergland nimmt eine Fläche von 1399 km² ein und hat eine mittlere Höhe von 338,7 m. Höchste Erhebung ist mit 753 m ü. M. der Klášťov. 
Untergliedert wird das Wisowitzer Bergland in fünf Untereinheiten, die Fryštácká brázda (Freistadtler Senke), Hlucká pahorkatina (Hulker Hügelland), Komonecká hornatina (Komenetzwald), Luhačovická vrchovina (Luhatschowitzer Bergland) und Zlínská vrchovina (Zliner Bergland).
Bedeutendste Städte sind Zlín, Vizovice und Luhačovice. 
Entwässert wird das Gebirge hauptsächlich nach Westen durch die Dřevnice, Březnice und Olšava zur March. Über die Vlára gehört der südliche Teil zum Einzugsgebiet der Waag.  In geringem Umfang führt auch die Senice Wasser aus dem Wisowitzer Bergland zur Vsetínská Bečva.